# Muhammad al-Jazuli
Muḥammad ibn Sulaymān al-Jazūlī al-Simlālī (in arabo محمد إبن سليمان الجزولي السّملالي الحسني ‎?; Sous, ... – Safi, 4 gennaio 1466) è stato una personalità religiosa berbera, sceicco e imām sufi.

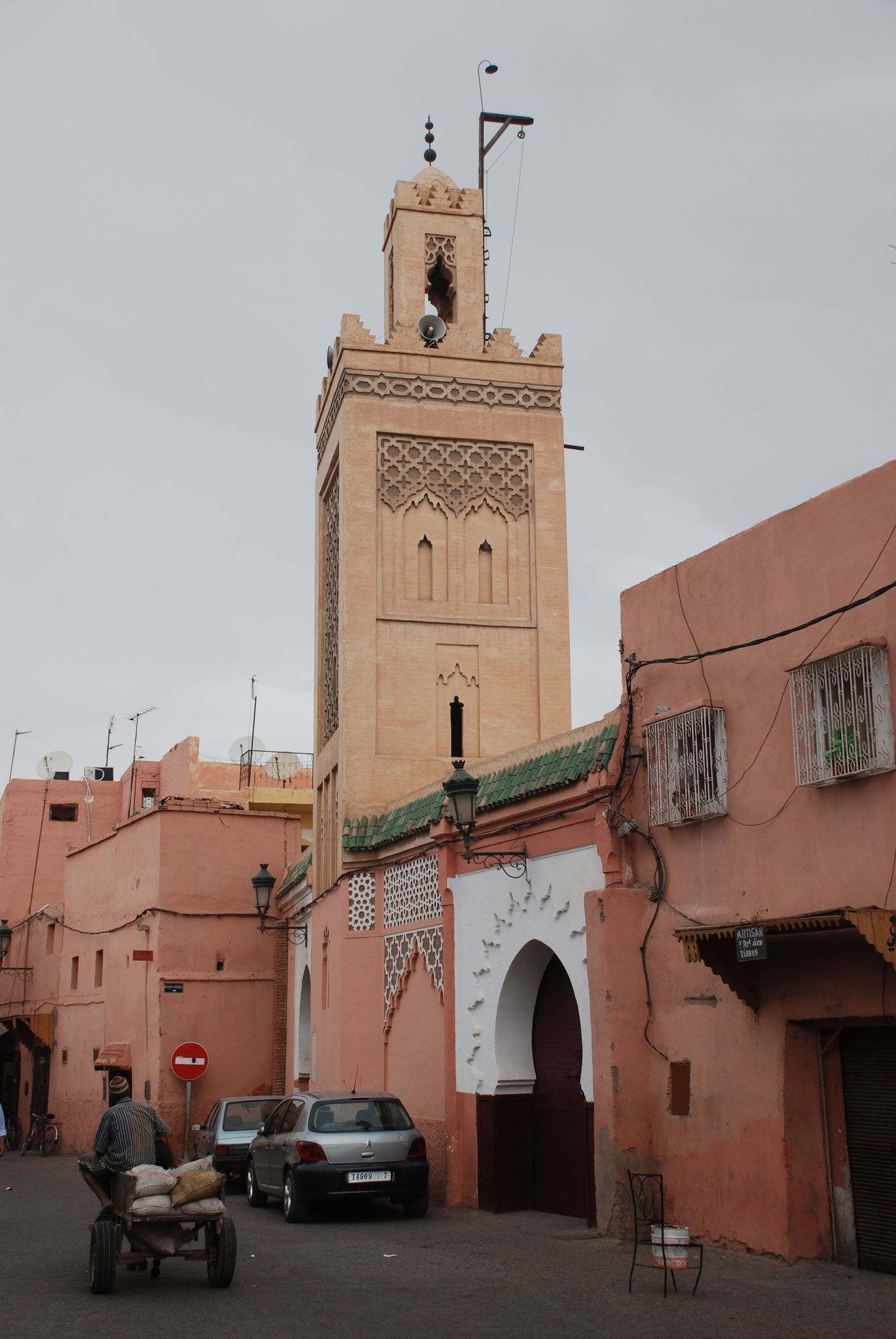
Mausoleo dell'imām al-Jazūlī a Marrakech

Appartenente alla tribù berbera dei Jazūla, che viveva nella regione dell'estremo Sous (Sūs al-Aqsā, nel sud dell'attuale Marocco), vantava tra i suoi ascendenti il nipote del Profeta, al-Ḥusayn b. ʿAlī.

È noto nel mondo musulmano per essere stato l'autore del libro di preghiere ascrivibili a Maometto, le Dalāʾil al-khayrāt.
È annoverato tra i sette santi (sabʿat rijāl) di Marrakech e in questa città fu inumato, all'interno della moschea che porta il suo nome.